# Алік Сахаров
Алік Сахаров (англ. Alik Sakharov; нар. 17 травня 1959, Ташкент, СРСР) — американський кінорежисер, кінооператор.

## Біографія
Алік Сахаров народився в Ташкенті. Коли йому було вісім років, після землетрусу 1966 року, сім'я переїхала в Москву. У шкільні роки Алік займався у фотогуртку в одному з московських Будинків культури. Захоплення фотографією збереглося донині. Серйозне ставлення до кінематографа прийшло після перегляду фільму Андрія Тарковського «Дзеркало», який справив значний вплив на його художній смак і досі є улюбленим фільмом.
У 1981 році його сім'я емігрувала в США. Захоплення фотографією і кіно тривало. У 1985 році Алік Сахаров зняв свій перший документальний фільм — «The Russian Touch», про життя радянських іммігрантів у Нью-Йорку. У 1986 році Алік почав позаштатну діяльність відеооператора та освітлювача на одній з телестудій у Нью-Йорку, де протягом декількох років набував досвіду на зйомках коротких сюжетів для телебачення, реклами, музичних кліпів.
У 1991 році Алік Сахаров зняв свій перший короткометражний фільм «Big and Mean» як оператор-постановник для голлівудського сценариста і режисера Джона Раффо. У 1992 році вийшов його власний короткометражний фільм «Pausa». Сам Алік називає його візуальною медитацією і присвячує своєму улюбленому режисерові Андрію Тарковському. Серед операторів, які справили на нього найбільший вплив, Алік Сахаров називає радянських операторів Данила Демуцького, що знімав з Олександром Довженком, і Сергія Урусевського, а також американського оператора Гордона Вілліса.
У 1990-ті роки Алік Сахаров зняв кілька повнометражних картин незалежних режисерів і невеликих телесеріалів. У 1997 році почав успішну співпрацю з телевізійним каналом HBO, що входить до корпорації Time Warner: Сахаров брав участь у створенні популярних телесеріалів «Клан Сопрано», «Декстер», «Секс у великому місті», «Рим», «Гра престолів».
З 2008 року Алік Сахаров виступає і як режисер. А після чотирьох епізодів першого сезону «Гри престолів», знятих в ролі кінооператора, на зйомках другого сезону стає режисером, і відтоді цілком присвячує себе режисурі.

## Фільмографія

### Кінооператор
- 1985 — The Russian Touch, (документальний)
- 1992 — Pausa
- 1993 — Опівнічний випуск
- 1999-2007 — Клан Сопрано, (телесеріал), 39 епізодів
- 2001-2002 — Секс у великому місті, (телесеріал), 4 епізоди
- 2005-2007 — Рим, (телесеріал), 9 епізодів
- 2008 — Нічого, крім правди
- 2011 — Солом'яні пси
- 2011 — Гра престолів, (телесеріал, 1 сезон), 4 епізоди: «Зима близько», «Королівський тракт», «Бейлор», «Полум'я і кров»

### Режисер
- 1985 — The Russian Touch (документальний)
- 1992 — Pausa
- 2007 — Рим, (телесеріал), епізод «Герої Республіки»
- 2007 — Brotherhood, (телесеріал), епізод «Call Letter Blues 1:2-6»
- 2008 — Easy Money, (телесеріал), епізод «Sub-Prime», «DNA»
- 2008 — Brotherhood, (телесеріал), епізод «Give Me the Ocular Proof...»
- 2010 — Rubicon, (телесеріал), епізод «The Truth Will Out»
- 2012 — Гра престолів (телесеріал, 2-й сезон), епізод «Те, що мертво, померти не може» («What Is Dead May Never Die»)
- 2012 — Декстер (телесеріал), епізод «Невірний крок»
- 2013 — Гра престолів (телесеріал, 3-й сезон), епізод «Підйом» («The Climb»)
- 2012 — Підпільна імперія (телесеріал), епізод «Spaghetti and Coffee»
- 2013 — Декстер (телесеріал), епізод «Дрес-код»
- 2013 — Підпільна імперія (телесеріал), епізод «Resignation»
- 2013 — Пожежники Чикаго (телесеріал), епізоди «Out with a Bang», «Warm and Dead»
- 2014 — Поліція Чикаго (телесеріал), епізоди «Called in Dead», «Conventions»
- 2014 — Гра престолів (телесеріал, 4-й сезон), епізоди «Закони богів і людей» («The Laws of Gods and Men») і «Пересмішник» («Mockingbird»)
- 2014 — Американці (телесеріал, 2-й сезон), епізод «Смертельний орел» («Martial Eagle»)
- 2014-2016 — Марко Поло (телесеріал), епізоди «The Fourth Step», «Feast»; «The Fellowship», «Lost Crane» (2016); «Сотня очей»
- 2015-2017 — Чорні вітрила (телесеріал), епізоди «XIII», «XV», «XIX», «XXIII», «XXVIII», «XXX», «XXXIII»
- 2015 — Плоть і кістки (телесеріал), епізоди «Scorched Earth», «Full Dress»
- 2016 — Закон і порядок: Спеціальний корпус (телесеріал, 18-й сезон), епізод «Terrorized»
- 2016 — Голіаф (телесеріал), епізоди «it's Donald» і «Pride and Prejudice»
- 2017 — Картковий будиночок (телесеріал, 5 сезон) епізоди 3, 4, 7
- 2017 — Циганка (телесеріал) епізоди «Vagabond Hotel», «The Commune»
- 2018 — По ту сторону (телесеріал, 1-й сезон), епізоди «Both Sides Now», «The Sincerest Form of Flattery» і «Love the Lie»
- 2018 — Озарк (телесеріал, 2 сезон) епізоди «The Big Sleep» і «One Way Out»
- 2019 — Відьмак (телесеріал, 1-й сезон), епізоди 1,2,7,8

## Нагороди та номінації
- 2004 — Номінація ASC Award (телесеріал «Клан Сопрано», епізод «Long Term Parking»)[6].
- 2007 — Переможець Прайм-тайм премії «Еммі» в номінації Кращий кінооператор (телесеріал «Рим», епізод «Великдень»)[7].
- 2013 — премія the OFTA Award (Online Film & Television Association Award) за кращу режисуру в телевізійному драматичному серіалі (телесеріал «Гра престолів»)[8].